# Bariyarpatti
Bariyarpatti – gaun wikas samiti we wschodniej części Nepalu w strefie Sagarmatha w dystrykcie Siraha. Według nepalskiego spisu powszechnego z 2001 roku liczył on 688 gospodarstw domowych i 4188 mieszkańców (2006 kobiet i 2182 mężczyzn).